# Cantharellus melanoxeros
Cantharellus melanoxeros é uma espécie de fungo pertencente à família Cantharellaceae.